# United24
United24 (укр. Об'єднані24, сокр. U24) — платформа для фандрайзинга в поддержку Украины, запущенная по инициативе Владимира Зеленского 5 мая 2022 года на четвёртый месяц российского вторжения.

## История
United24 был анонсирован в начале мая 2022 года как персональная инициатива президента Украины Владимира Зеленского — платформа для сбора средств в поддержку страны на фоне военной агрессии со стороны России. Название соответствовало цели проекта — обеспечить всеобщую помощь 24 часа в сутки и отсылало ко Дню Независимости Украины 24 августа и дате российского вторжения — 24 февраля.
Чтобы удерживать внимание потенциальных доноров на фоне других мировых событий, например, кризисов на Ближнем Востоке или выборов в США, создатели U24 обратились к помощи амбассадоров и различным каналам фандрайзинга: спорту, искусству, виртуальным вселенным и пр.
Платформа была представлена международным партнёрам и крупным донорам 5 мая 2022 года, а 17 мая указом Зеленского был учреждён национальный бренд United24. Ответственным за U24 был назначен самого молодого члена кабмина — министр цифровой трансформации Михаил Фёдоров. Тот, в свою очередь, привлёк на роль руководителя платформы бывшего редактора глянцевой периодики и основательницу одного из крупнейших украинских креативных агентств Ярославу Грес.

## Амбассадоры

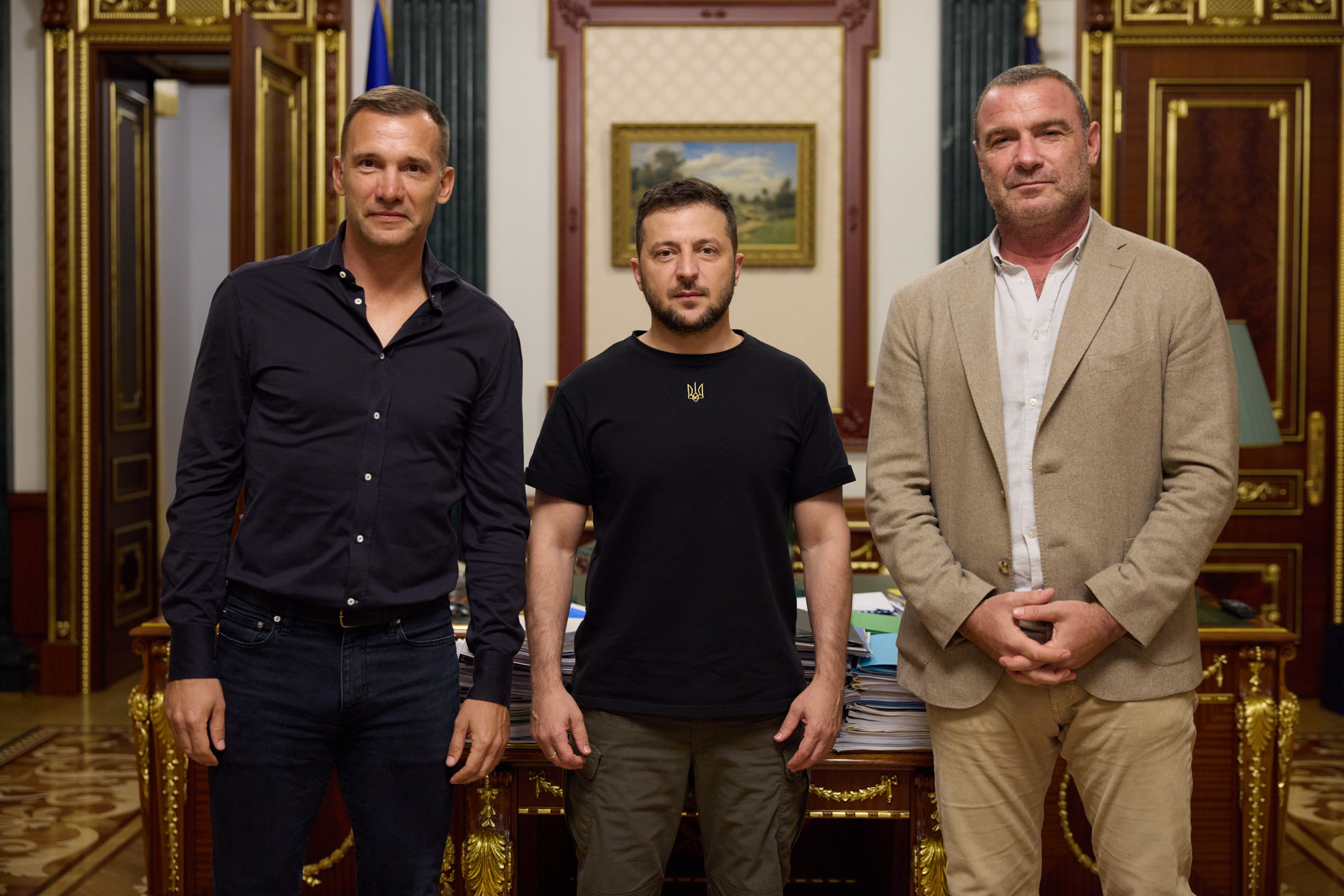
Президент Украины Владимир Зеленский с амбассадорами United24 Андреем Шевченко и Левом Шрайбером, 16 августа 2022 года

Большую роль в фандрайзинге через United24 играют амбассадоры, которые помогают привлечь внимание к проблемам, рассказать о способах помочь, дать положительный пример. Это спортсмены. актёры, телеведущие, предприниматели, учёные, музыканты и другие люди, чьи слова имеют вес для аудитории. В их числе:
- Imagine Dragons — американская поп-рок группа[9][10].
- NAVI — украинская киберспортивная организация[11].
- Хосе Андрес[англ.] — испанско-американский шеф-повар и ресторатор, создатель благотворительной организации World Central Kitchen, которая обеспечивала едой тысячи временно перемещённых в Украине[12].
- Ричард Брэнсон — британский предприниматель, основатель корпорации Virgin Group.
- Кэтрин Винник — канадская актриса украинского происхождения[13].
- Демна Гвасалия — грузинский дизайнер, арт-директор модного дома Balenciaga[14][15].
- Беар Гриллз — британский путешественник, телеведущий и писатель, создатель образовательной онлайн-платформы BecomingX, которая помогает украинцам осваивать современные технологии для поиска работы и для будущего восстановления страны[16][17].
- Элтон Джон — британский музыкант[18].
- Александр Зинченко — украинский футболист, защитник и полузащитник английского клуба «Арсенал» и сборной Украины.
- Скотт Келли — американский астронавт, участник четырёх космических полётов[19].
- Миша Коллинз — американский актёр и режиссёр[20].
- Мей-Бритт Мозер — норвежский психолог, нейрофизиолог. Лауреат Нобелевской премии по физиологии и медицине.
- Эдвард Мозер — норвежский психолог, нейрофизиолог. Лауреат Нобелевской премии по физиологии и медицине.
- Пол Нерс — британский биохимик, лауреат Нобелевской премии по физиологии и медицине.
- Брэд Пейсли — американский кантри-исполнитель, автор песен.
- Иванна Сахно — украинская и американская актриса.
- Элина Свитолина — украинская теннисистка; бронзовый призёр летней Олимпиады в Токио (2020)[21], третья ракетка мира в рейтинге WTA в одиночном разряде (2017—2019). Стала вторым по счёту амбассадором U24[22].
- Тимоти Снайдер — американский историк, профессор Йельского университета[23].
- Барбара Стрейзанд — американская актриса и певица, композитор, кинорежиссёр и продюсер, политическая активистка[24][25].
- Марк Стронг — британский актёр.
- Александр Усик — украинский боксёр, выступающий в первой тяжёлой и тяжёлой весовых категориях, лучший боксёр мира вне зависимости от весовой категории по версии журнала The Ring (2024—н. в.)[26].
- Фрэнсис Фукуяма — американский философ, политолог, экономист, писатель.
- Мишель Хазанавичус — французский режиссёр, сценарист и актёр.
- Марк Хэммилл — американский актёр, наиболее известен по роли Люка Скайуокера в киносаге «Звёздные войны» и как каноничный голос Джокера в экранизациях комиксов DC[27][28].
- Андрей Шевченко — украинский футболист, игравший на позиции нападающего в киевском «Динамо», «Милане» и «Челси». Экс-тренер национальной Сборной Украины по футболу. Первый по счёту амбассадор U24[29][30].
- Лев Шрайбер — американский актёр, режиссёр, сценарист и продюсер.

## Волонтёры
Волонтёры United24 в разных странах мира оказывают помощь Украине. Они помогают идентифицировать российскую военную технику на изображениях, ищут поставщиков для нужд Украины, убеждают власти своих стран передать Украине списанное вооружение и т. д. Самоорганизованные группы волонтёров могут работать намного быстрее и гибче, чем государственные ведомства.

## Инициативы
В рамках United24 украинские власти собирают средства на проекты в рамках пяти ключевых программ: «Медицинская помощь», «Восстановление Украины», «Гуманитарное разминирование», «Образование и наука», «Оборона». Список кампаний U24 включает следующие (но не ограничивается ими):

### Stolen Art
Осенью 2023 года украинский бренд Oliz выпустил капсульную коллекцию одежды Stolen Art с принтами с изображением произведений искусства, вероятно украденных российскими военными из украинских музеев, а в некоторых случаях — появившихся в продаже онлайн. В числе изображений — мозаика «Святой Великомученик Димитрий Солунский», спасённая в 1937 году из Михайловского Златоверхого монастыря, прежде чем его разрушили красноармейцы; «Красный закат» Архипа Куинджи, вывезенный из мариупольского музея до его разрушения; работы Пелагеи Райко. Средства от продажи одежды из коллекции были направлены на восстановление пяти жилых домов в Киеве. Также U24 предлагал приобрести работы четырёх современных украинских художников в поддержку Херсонского регионального художественного музея.

### LEGO
В рамках проекта #LEGOwithUkraine и его продолжения #UKRAINEinLEGOBricks авторы из Украины и других стран мира представили серию лего-моделей знаковых украинских достопримечательностей — монумент «Родина-мать» и Золотые ворота (Киев), Старую башню (Мариуполь), замок «Ласточкино гнездо» и ханский дворец (Крым), Подгорецкий замок (Львовская область), Одесский театр оперы и балета и Николаевскую астрономическую обсерваторию. Вдохновением для проекта поступила помощь компании LEGO в восстановлении украинских школ, серия Lego Architecture и успех Citizen Brick в сборе более 145 тысяч долларов на продаже мини-фигурки Владимира Зеленского в марте 2022 года. Модели были представлены на сайте U24 и были разыграны среди доноров, сделавших пожертвование от 24 долларов на восстановление школы в Днепропетровской области. Только в рамках #LEGOwithUkraine были собраны пожертвования на сумму 375 тысяч долларов.

### Виртуальные миры
Креативные агентства Havas Play France и Havas Digital Kyiv в марте 2024 года представили Donation Map — «остров» в творческом режиме многопользовательской игры Fortnite. На «острове» был воспроизведён Майдан Незалежности в Киеве, где пользователи общались и знакомились с историей Украины. Время, проведённое на «острове» конвертировалось в финансовую помощь в рамках программы Engagement Payout, которая вознаграждает авторов популярного пользовательского контента. О проекте рассказали почти 2,4 тысячи стримеров со всего мира, трансляции привлекли около 5 млн человек и 40 тысяч переходов на страницу »острова». Всего Donation Map посетили более 100 тысяч человек.
Также в марте 2024 года французская компания-разработчик Endorah совместно с United24 выпустила Minesalt — модификацию для популярной «песочницы» Minecraft. На карте, куда попадал игрок, был воссоздан довоенный Соледар с его соляными шахтами, а в роли неигровых персонажей выступили амбассадоры U24.

### Міць. Українська камʼяна

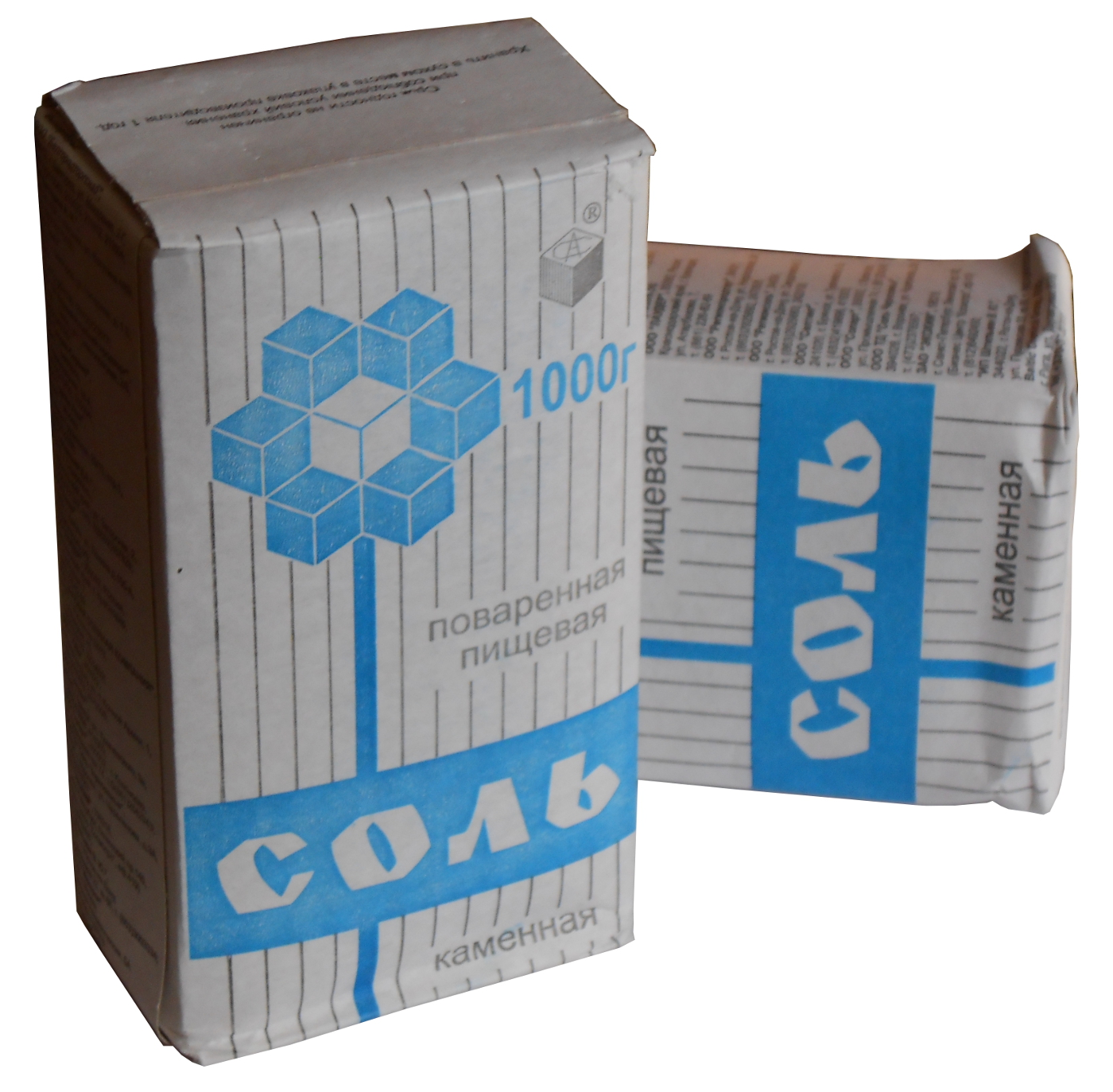
Оригинальная упаковка соли производства предприятия «Артёмсоль»

Весной 2023 года в рамках кампании United24 знаменитая классическая упаковка соли производства компании «Артёмсоль» из Соледара была перевыпущена в сувенирном формате с дизайном, придуманным киевским художником Артёмом Гусевым. Последние довоенные 20 тонн соли из соледарских шахт разделили на 100 тысяч упаковок, которые поступили в продажу в онлайн и офлайн-магазинах под бреном «Міць. Українська камʼяна» (рус. Мощь. Украинская каменная). Кампания принесла 1,6 млн долларов, которые направили на обеспечение украинской армии беспилотниками.

### Последняя сталь «Азовстали»
В октябре 2022 года United24 представил серию браслетов, изготовленных из последней довоенной партии стали, выпущенной комбинатом «Азовсталь». Проект был посвящён защитникам «Азовстали», которые в течение трёх месяцев держали оборону в захваченном Мариуполе и стали важным символом украинского сопротивления. Первая партия браслетов была раскуплена через сайт всего за 9 часов. Полученные средства были направлены на производство украинских морских дронов. В 2003 году проект был отмечен гран-при конкурса рекламы и маркетинга Effie Awards.

### Love for Ukraine
Ювелирный дом Pandora совместно с U24 в ноябре 2022 года выпустил подвеску «Любовь к Украине» в форме сердца, декорированную в цветах национального флага Украины и гравировкой «Украина». Средства от её продажи планировалось направить на медицинскую помощь военным и гражданским.

### Восстановление домов
Одна из долгосрочных кампаний United24 направлена на сбор средств на восстановление домов, пострадавших от обстрелов. Каждый представлен на сайте цифровой трёхмерной репликой, фотографиями после обстрелов и историями жильцов.

### Коллаборация с Balenciaga
Модный дом Balenciaga, возглавляемый грузинским дизайнером Демной Гвасалией, выпустил для United24 специальный лонгслив с тризубами на плечах, флагом Украины и лозунгом «Слава Украине!» на груди и QR-кодом со ссылкой на сбор пожертвований на спине. 100% средств от его продажи компания направляет на гуманитарные проекты в Украине.

### Армия дронов

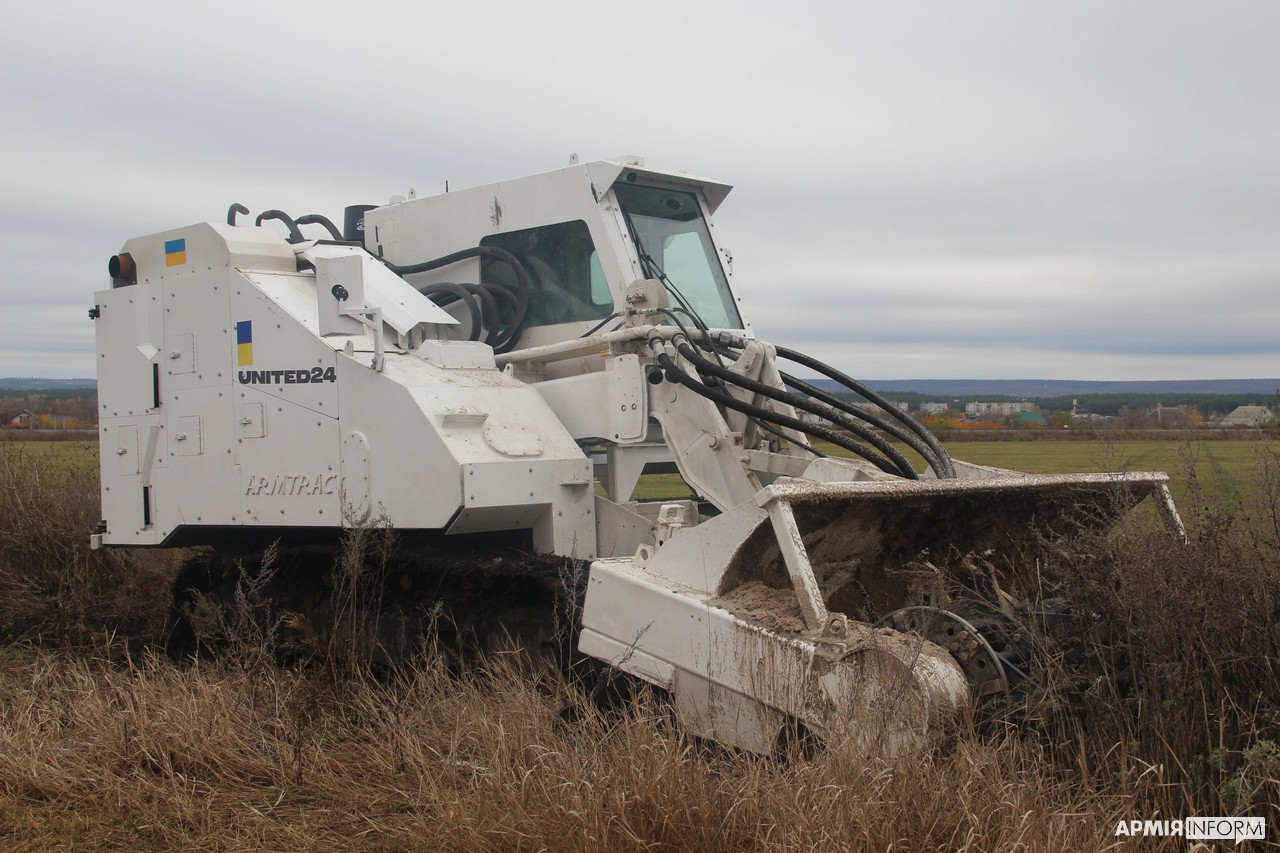
Машина для разминирования Amtrac 400, приобретённая на пожертвования в рамках United24

Одна из крупных программ в рамках United24 — «Армия дронов», инициатива по обеспечению украинских военных БПЛА разных типов (ударных, разведывательных, перехватчиков) и системами борьбы с ними. Так, через U24 была профинансироана работа над Shahed Hunter — системой для перехвата российско-иранских дронов-камикадзе, в состав которой входят радары, РЭБ и дроны-перехватчики. Часть средств (более 1,26 млн долларов) собрал для его выпуска учёный Тимоти Снайдер. Также средства пошли на закупку роботов для разминирования Amtrac 400 и другого оборудования для военных. Другой амбассадор U24, занимающийся сбором средств на «Армию дронов» — актёр Марк Хэммилл, известный ролью Люка Скайуокера в киносаге «Звёздные войны». Только на его личные средства были закуплены 500 БПЛА для ВСУ.

### Морской флот дронов
После успешной атаки новых украинских морских дронов на базу ЧФ России в Севастополе на United24 была запущена кампания, призванная поддержать создание «первого в мире морского беспилотного флота». За первый год были собраны 13,9 млн долларов, которые покрыли расходы на производство 50 дронов. По меньшей мере 20 индивидуальных пожертвований были сделаны на сумму свыше 250 тысяч долларов: такие доноры получали право выбрать имя для профинансированного ими дрона. Министр цифровой трансформации Украины Михаил Фёдоров утверждал, что морские дроны, профинансированные через U24, к ноябрю 2023 года поразили 8 военных целей в Чёрном море.

## Финансирование
United24 — платформа для централизованного фандрайзинга, позволяющая без посредников жертвовать удобным способом — с карты, на счёт в Национальном банке Украины, через PayPal или криптовалютами. Средства со счетов в Нацбанке распределяются по пяти целевым программам, за которые отвечают соответствующие министерства: на медицинскую помощь, восстановление Украины, гуманитарное разминирование, образование и науку и оборону. Национальный банк ежедневно отчитывается о полученных средствах, министерства предоставляют отчёты о распределении средств раз в неделю. Аудитором United24 pro bono выступает украинское подразделение Deloitte.
За два года работы платформы к лету 2024 года United24 привлёк 650 млн долларов от доноров из 110 стран. Эти средства позволили восстановить 5 госпиталей, 18 жилых домов и 24 моста, приобрести 240 машин скорой помощи и 659 генераторов для больниц, усовершенствовать защиту против дронов-камикадзе и произвести тысячи БПЛА для нужд украинских военных.